# RDF/XML
 O RDF/XML é uma sintaxe, definida pelo W3C, para expressar(ou seja, serializar) um grafo RDF como um documento XML. O RDF/XML às vezes é erroneamente chamado simplesmente de RDF porque foi introduzido entre as outras especificações W3C que definem RDF e foi historicamente o primeiro formato de serialização de RDF padrão do W3C. 

## Ligações externos
- Especificação de sintaxe RDF / XML
- RDF Primer
- [rfc:3870 RFC 3870: application / rdf + xml Registro de tipo de mídia]